# 漫漫長夜
《漫漫長夜》（英語：The Long Dark）是加拿大Hinterland Studio公司开发的一款多平台的第一人稱開放世界模擬生存游戏。玩家扮演着全球性災難下而迫降在寒冷的加拿大北部的飛行員生存下去。本遊戲獲得了來自加拿大媒體基金內的種子資金，並在2013年10月進一步獲取了Kickstarter的资助。
2014年9月22日，本游戏的alpha版本發布在Steam上，並定期更新。2015年6月15日，其alpha版本作为與微软游戏预览计划相關聯前兩個首發軟件之一登陆Xbox One。alpha版本早期广受正面评价。2016年4月遊戲繼續賣出了約75萬份，在2017年8月1日於所有版本發布正式版，並發布PlayStation 4的版本。

## 遊戲
遊戲的故事發生在全球性的災難後，玩家必須生存在寒冷的加拿大荒野。開發商稱該遊戲是一種“生存模擬”，有體溫、卡路里、飢餓/口渴、疲勞、風寒、野生動物和環境因素等。有兩種模式提供給玩家，故事模式和沙盒模式的模式。故事模式原本計劃2014年底發布，卻延遲到2016年才發布。游戏正式版一再推迟，最终于2017年8月1日发布。在遊戲的正式版本中，沙盒模式可以選擇9張地圖：“神秘湖”、“海岸公路(濱海公路)”、“怡人山谷(歡樂谷)”、“孤寂沼澤(伶仃沼澤)”、“荒蕪據點(蒼涼角)”、“林狼雪嶺(灰狼山)”、“神秘湖鐵路(鐵路斷線)”、“山間小鎮(高山鎮)”以及“寂静河谷”，除此之外还有“乌鸦瀑布铁路”、“卡特大坝及周边郊区”和“古老小岛连接处(舊島連接處)”3张连接地图。
玩家的目標為盡全力操控主角在環境中尋找和利用資源使自己存活下來。這些資源包括食物、水、柴火、藥品以及武器，如斧頭、刀、打火棒等工具和其他物品。野生動物也存在於遊戲中，比如鹿和野兔可以被獵殺作為食物、狼，熊和駝鹿則會不斷的對在外冒險的玩家造成威脅。於每一個遊戲中，所有物品和野生動物是隨機產生，因此對玩家來說，沒有兩場遊戲會是一樣的。工具和物品隨著時間的損壞或腐敗，迫使玩家對物品狀態及其修理之需求做出最佳的決定。火在遊戲中為一個重要的元素，它能維持溫度及烹調食物，玩家必須定期的去尋找木材即燃料以確保自己能在惡劣的環境下存活。玩家還可能會因為食物中毒或其他疾病而導致生病。晝夜輪迴週期是此遊戲的基本要素，另外也模擬了溫度和暴風雪，兩者都是隨機的，以促使玩家在任何時候都仔細地監測天氣以避免死亡。最初，遊戲並沒有配備不同的的體驗模式，但由於玩家的要求，Hinterland Studio Inc.增加了五個體驗模式，以適應各種遊戲風格。最簡單的模式“朝聖者”，為玩家尋找一個更簡單的探索，“旅行者”是一個中間地帶，綜合探索和生存，而“追獵者”為玩家尋找更刺激的生存體驗。“闖入者”獻給那些追尋极致体验的玩家，“自定义”則給了玩家自己擬定難度的方法。遊戲之儲存系統迫使玩家對於每個遊戲環節做出更仔細的考量，因為他們只能在建築物睡覺来保存游戏。玩家死亡时，所有檔案将被自動刪除並迫使玩家開始另一個新遊戲。

## 故事模式
2017年8月，故事模式“Wintermute”发布，包含5个章节。

第一章：莫要消沉
在天空神秘闪光的影响之下，无人区飞行员威尔·麦肯齐（玩家角色）和阿斯特丽德·格林伍德博士乘坐的飞机在加拿大北部荒原深处坠毁，二人被迫分开。为了求得生存和寻找阿斯特丽德，麦肯齐前去米尔顿小镇进行探索。在那里，他开始了解这片静谧的灾后风景。

第二章：光明赋格曲
在寻找阿斯特丽德的过程中，麦肯齐深入了这片蛮荒的冬季荒野。一位神秘的捕兽人可能是找到阿斯特丽德的关键，但他真的可信吗？
第三章：岔路挽歌
一位神秘的陌生人将阿斯特丽德从生死边缘救了回来，面对环境恶劣的怡人山谷，她必须救治她遇到的每一个病人。她是否能找到麦肯齐，一并前往坚毅磨坊，揭开这个世界背后的秘密？
第四章：愤怒，然后沉默
一群凶残的逃犯抓住了麦肯齐，他迫切的想要逃离这个监狱。麦肯齐是否能找到箱子和阿斯特丽德，并拯救陷入这场战争的无辜者？

## 發展
Raphael van Lierop 作为 Warhammer 40,000: Space Marine的游戏总监，在游戏完成之后离开了遗迹娱乐，着手于那些他认为“更个性化”和“更符合[他自己]的价值观”的项目。Van Lierop 同时把家从温哥华搬到了温哥华岛北部。受到新环境的影响，他组建了 Hinterland 并开始开发漫漫长夜，一个在加拿大荒野生存的游戏。不同于那些“司空见惯”和“僵尸之类的B级电影套路”的城市末日，Hinterland 想要开辟一个末日之后的边缘世界。Van Lierop 也热衷于将这款游戏打上加拿大的烙印。他不满于那些同质化的3A级游戏牺牲角色以换取市场吸引力的做法，总结自己的风格为：“我是加拿大人，这款游戏是加拿大制造的，看着办吧。”
在2013年九月，Lierop 宣布 Hinterland 团队由 Volition 前领头人 Alan Lawrance、God of War 系列作者 Marianne Krawczyk 与 BioWare 首席音频设计师 David Chan 组成。一年后，上古卷轴III：晨风的领头设计师 Ken Rolston 也加入了团队。Hinterland 以虚拟团队的形式运作，其成员在不同地点工作。Lawrance 认为能在家里工作是他决定加入 Hinterland 的一个重要因素。
Hinterland从加拿大媒体基金获得了种子基金，并于2013年9月在Kickstarter为《漫漫长夜》众筹200,000加元以开发游戏及建立游戏周边社群。2013年10月，众筹以256,617超额达成。

## 反响

### 發放初期
在由募捐者所參與的測試之後，Hinterland在2014年9月發放了一個沙盒生存模式的遊戲版本。發放初期的評論普遍讚好，但亦指出遊戲並非完整。

## 外部連結
- 官方网站